# Салуки
Салуки, или персијски хрт, или пас газела ( перс. سلوکی,سگ‎), је раса паса хртова, која се сматра једном од најстаријих раса. Елегантан, прилично велики пас, дизајниран за лов на газеле, зечеве и другу ситну дивљач.

## Порекло и историја расе
Салуки је можда најстарија раса паса. Слике сличних паса налазе се широм Блиског истока, најстаријег који датира отприлике из 3500. године п. н. е. (Еламитска керамика из Сузе и Сиалка), а у египатским сахранама такве слике су пронађене још од 22. века п. н. е. Постоји мишљење да се име расе везује за арапски град Салук или сиријски град Селеукију. Античко порекло потврђују и генетске студије.
Раса је настала у номадским племенима Арапа бедуина, који су племенитог Салукија сматрали древним Алаховим даром  и бринули се о очувању њихове беспрекорне лепоте, изузетне брзине и издржљивости током генерација. 
Бедуини су их користили за лов на зечеве, газеле, зечеве, лисице и други мали плен. Ловац на коњу је пратио пса који је требало да ухвати звер и одржи је у животу до доласка власника, који је убио плен у складу са традицијама ислама. Салуки је био најцењенији посед после арапског коња и сматран је делом породице. Пси су живели у шаторима са људима, а пси су на коњима или камилама „дизани“ до места лова. Ови пси нису продати, већ су представљени као драгоцени поклон. У исламу се салукији, као и друге расе азијских хртова, сматрају чистим животињама, за разлику од паса других раса.
Номадски начин живота бедуина допринео је ширењу Салукија широм Блиског истока. Постоје докази да су се први Салуки појавили у Кини током династије Танг. Централноазијски тази хрт, уобичајен у Туркменистану и Казахстану, сматра се дериватом персијског салукија.
Салуки су у Европу дошли у средњем веку, о чему сведоче бројна дела ликовне уметности. Модерна генерација салукија у Европи потиче од паса које је у Велику Британију увезла из Египта 1895. године ћерка египтологиње леди Флоренс Амхерст. Енглески кинолошки савез регистровао је стандард расе 1963. године, у САД је раса призната 1929. године. Међународна кинолошка федерација одобрила је први Салуки стандард 1966. године.

## Изглед
Расу карактерише широк спектар типова тела, формираних у различитим бедуинским племенима. Постоје и две врсте длаке: глатка и „перната“, тако да Салуки заузима прелазно место између дугодлаког авганистанског гонича и краткодлаког Слугија. У зависности од места порекла расе, разликује се пет типова салукија, од планинских – добро длакавих, високих и кошчатих – до пустињских, који имају деликатну конституцију и низак раст.
Салуки су елегантни, грациозни, али веома издржљиви и, генерално, оличавају тип пса хватача, довољно разиграни и јак да ухвати и држи газелу дуж пешчаних и каменитих падина. Салуки се одликује лаганим, сувим типом грађе. Дуга, танка, деликатна глава са снажним чељустима, прелаз од чела до њушке је слабо изражен, нос је црн или браон, очи су овалне и прилично велике, уши виси. Витке и снажне ноге, дубока груди и мршав стомак - све је то неопходно да би Салуки брзо, непрекидно скакао и ухватио плен. Врат је дугачак, мишићав, леђа јака. Дугачак реп је спуштен надоле, крај репа је подигнут у полупрстен.
Дугодлака сорта има бурке (декоративне ресе) на ушима, репу и задњој страни ногу. Салуки немају поддлаку, длака им је глатка, мекана и свиленкаста. Стандард расе дозвољава све боје: белу, крем, браон, црвену, црно-смеђу, гризли, пегасту (белу са црвеним или црним мрљама). Само тиграста се сматра непожељном бојом.

## Темперамент
Салуки су уравнотежени и тихи пси, веома независни. Салуки агресивно и оштроумно прогањају животињу или мамац у бекству и могу да јуре плен неколико сати. Салуки су рекордери у најбржем трчању на даљину: према Гинисовој књизи рекорда, могу да трче брзином од скоро 70 км/х. Они су љубазни према породици (укључујући децу), али су донекле опрезни према странцима. Пси имају добар слух и могу се користити као пси чувари.